# Acanthodactylus blanfordii
Acanthodactylus blanfordii es una especie de lagarto del género Acanthodactylus, familia Lacertidae, orden Squamata. Su masa corporal es de aproximadamente 10,44 g.

## Distribución
Se distribuye por Asia: Irán, Afganistán, Pakistán, Omán, Emiratos Árabes Unidos e India.

## Taxonomía
Fue descrita por Boulenger en 1919.
Tratamiento taxonómico
La especie aparece registrada y publicada en Sur les lézards du genre Acanthodactylus Wieg. Bull. Soc. zool. France 43: 143-155 [1918] .